# Fluchtpunkt Mars
Fluchtpunkt Mars (Originaltitel Escape from Mars) ist ein kanadisch-US-amerikanischer Science-Fiction-Film unter der Regie von Neill Fearnley aus dem Jahr 1999. Der Film wurde in Deutschland erstmals am 2. Juli 2000 gezeigt.

## Handlung
Im Jahr 2016 wird die erste bemannte Mission zum Mars gestartet. Die Besatzung setzt sich aus fünf Astronauten zusammen, davon zwei Frauen. Neben auftretenden technischen Problemen kommt es während des langen Fluges zum Mars zu Spannungen zwischen den Besatzungsmitgliedern. Erst im Verlauf der Reise kommt heraus, dass Commander Rank sich erst kürzlich von seiner Frau getrennt hat und jeglichen persönlichen Kontakt zu ihr vermeidet. Den anderen Besatzungsmitgliedern gegenüber verhält er sich kühl.
Die Landung auf dem Mars erweist sich als erfolgreich. Die Raumfähre setzt nur 17 Meter von der geplanten Landestelle auf. Astronautin Lia erfährt kurz nach der Landung auf dem Mars, dass ihr Verlobter auf eisglatter Straße tödlich verunglückt ist. Sie kann den Verlust aber nach einiger Zeit durch Konzentration auf ihre Aufgabe innerhalb der Mission überwinden. Durch Meteoriteneinschläge auf den Planeten wird die Landefähre beschädigt. Die Crew flüchtet in eine nahe gelegene Höhle, um sich vor dem Bombardement in Sicherheit zu bringen. Dabei wird Astronautin Singer verletzt.
Die Astronauten John Rank und Sergei Andropov machen eine Erkundungstour mit dem Marsfahrzeug in die nahegelegenen Berge, um nach Rohstoffen und Anzeichen von Leben zu suchen; dabei geraten sie in einen heftigen Sandsturm, der den Marsrover umkippt. Beide Männer sind verletzt. Andropovs Raumanzug ist beschädigt, wodurch lebenswichtiger Sauerstoff entweicht. John rettet Sergei das Leben, indem er ihm seinen Sauerstoffvorrat verabreicht. Die beiden Astronauten Lia Poirier und Bill Malone starten eine Rettungsmission mit dem Ersatzfahrzeug und finden schließlich ihre verletzten Besatzungsmitglieder. Sergei hat schwer verletzt überlebt, während John an Sauerstoffmangel gestorben ist.
Sergei verweist auf eine gegenüberliegende Felswand mit fluoreszierender Erscheinung, welche ihren Ursprung in Bioorganismen hat. Damit ist der erfolgreiche Nachweis von Leben auf dem Mars erbracht. John Rank wird auf dem Mars beerdigt und als Lebensretter gefeiert. Zum Ende der Mission, nach anderthalbjährigen Aufenthalt auf dem Mars, erfährt die Besatzung von der Bodenkontrolle, dass der Treibstoff sowie die Vorräte für einen Rückflug der fünf Astronauten nicht ausreichen würde. Der tragische Verlust eines Besatzungsmitgliedes erweist sich aber für die verbleibende Besatzung als Glücksfall: durch Neuberechnung des Treibstoffverbrauchs und der Vorräte gibt die Bodenkontrolle grünes Licht für eine sichere Rückkehr zum Heimatplaneten Erde.

## Hintergrund
Drehort des Films war Winnipeg, Manitoba (Kanada).

## Kritiken
„Der kanadische TV-Star Peter Outerbridge trieb auch für Brian De Palmas Mission to Mars (2000) durchs All und machte da eine bessere Figur als in diesem Billigdrama. Fazit: Mission to Mars für Arme.“

„Die Crux des Plots scheint auch die des Films gewesen zu sein, der unterproduziert und mit minderwertiger Tricktechnik seine Raumfahrtmission erzählen muss. Hinzu kommen eine einfältige Dramaturgie und unterentwickelte Figuren, die die pathetische Ernsthaftigkeit, mit der die Geschichte vorgetragen wird, nahezu grotesk erscheinen lassen.“